# Perilissus orientalis
Perilissus orientalis är en stekelart som beskrevs av Morley 1913. Perilissus orientalis ingår i släktet Perilissus och familjen brokparasitsteklar. Inga underarter finns listade i Catalogue of Life.